# Kudlur, Belur
Kudlur là một làng thuộc tehsil Belur, huyện Hassan, bang Karnataka, Ấn Độ.